# Bogdan Radosavljević
Bogdan Radosavljević (in serbo Богдан Радосављевић?; Jagodina, 11 luglio 1993) è un cestista serbo naturalizzato tedesco.

## Carriera
Con la Germania universitaria ha disputato le Universiadi di Gwangju 2015.